# Kalangsono
Kalangsono is een bestuurslaag in het regentschap Batang van de provincie Midden-Java, Indonesië. Kalangsono telt 2491 inwoners (volkstelling 2010).